# جون سوليفان (سياسي)
جون سوليفان (بالإنجليزية: Jon Sullivan)‏ هو سياسي أسترالي، ولد في 10 نوفمبر 1950 في أستراليا. حزبياً، نشط في حزب العمال الأسترالي. وقد انتخب عضو المجلس التشريعي ولاية كوينزلاند عن دائرة كابولتشر ‏ (19 سبتمبر 1992 – 13 يونيو 1998) وانتخب عضو مجلس النواب الأسترالي عن دائرة لونغمان ‏ (24 نوفمبر 2007 – 21 أغسطس 2010) وانتخب عضو المجلس التشريعي ولاية كوينزلاند عن دائرة غلاس هاوس ‏ (2 ديسمبر 1989 – 19 سبتمبر 1992).